# Zeit Campus
Zeit Campus (Eigenschreibweise in Großbuchstaben) ist das zweimonatliche Studentenmagazin des Zeitverlags. Es erscheint mit einem Umfang zwischen 100 und 130 Seiten. Die Redaktion sitzt wie diejenige der Zeit in Hamburg.
Das Magazin erschien zum ersten Mal im Oktober 2006. Anders als andere Studentenmagazine liegt Zeit Campus nicht kostenlos auf dem Campus aus, sondern wird zum Preis von 3,50 Euro verkauft. Die verkaufte Auflage beträgt 96.854 Exemplare, ein Minus von 9,9 Prozent seit 2007.

## Themen
Das Magazin gliedert sich in drei Ressorts mit den Titeln „Studieren“, „Arbeiten“ und „Leben“. Jede Ausgabe enthält einen Service-Schwerpunkt und nimmt eine Studienrichtung besonders unter die Lupe. Zudem profiliert sich das Magazin mit der Interviewreihe „In der Mensa mit“, in der Prominente wie die Sportfreunde Stiller, Barbara Schöneberger, Ed Hardy, Alina Levshin oder Jan Böhmermann in die Mensa ihrer alten Universität zurückkehren. Weitere Interviewpartner waren Richard von Weizsäcker, Dennis Meadows, Nico Paech, Richard Sennett und weitere berühmte Persönlichkeiten aus Wissenschaft und Politik. Zudem bietet das Heft Studenten Raum, ihre Fotoarbeiten und Texte vorzustellen. In der Ausgabe Mai/Juni 2010 wurden "100 Studenten, von denen wir noch hören werden" vorgestellt, laut Redaktion die bisher rechercheintensivste Titelgeschichte.

## Redaktion und Autoren
Chefredakteurin ist seit Oktober 2024 Christoph Farkas. Zuvor waren Julian Hans, Manuel J. Hartung, Simon Kerbusk, Oskar Piegsa sowie Martina Kix für die Chefredaktion verantwortlich. Gründungschefredakteur Thomas Kerstan rückte 2007 zum Herausgeber des Magazins auf und behielt diese Position bis zu seinem Renteneintritt 2024 inne.
Zur Autorenschaft von Zeit Campus zählen neben jungen Journalisten wie Cathrin Schmiegel, Katharina Meyer zu Eppendorf, Theresa Tröndle, Charlotte Köhler und Julian Schmelmer auch bekannte Köpfe der Zeit wie Jens Jessen, Theo Sommer, Josef Joffe und Elisabeth von Thadden. Zudem schreiben prominente Wissenschaftler wie Hans Ulrich Gumbrecht, Fritz Breithaupt, Michael Hartmann und Dirk Kaesler.

## Auszeichnungen
Bereits zweimal wurde es von der Lead Academy als Studentenmagazin des Jahres ausgezeichnet; im März 2008 erhielt Zeit Campus den LeadAward in Silber in der Kategorie Newcomer des Jahres.